# Pálmasodróformák
A pálmasodróformák (Paradoxurinae) a cibetmacskafélék (Viverridae) egyik alcsaládja. Mellső és hátsó végtagjaik ötujjúak, karmaikat többé-kevésbé be tudják húzni, akárcsak a macskák, és úgy is használják őket, mint a macskák.

## Rendszerezés

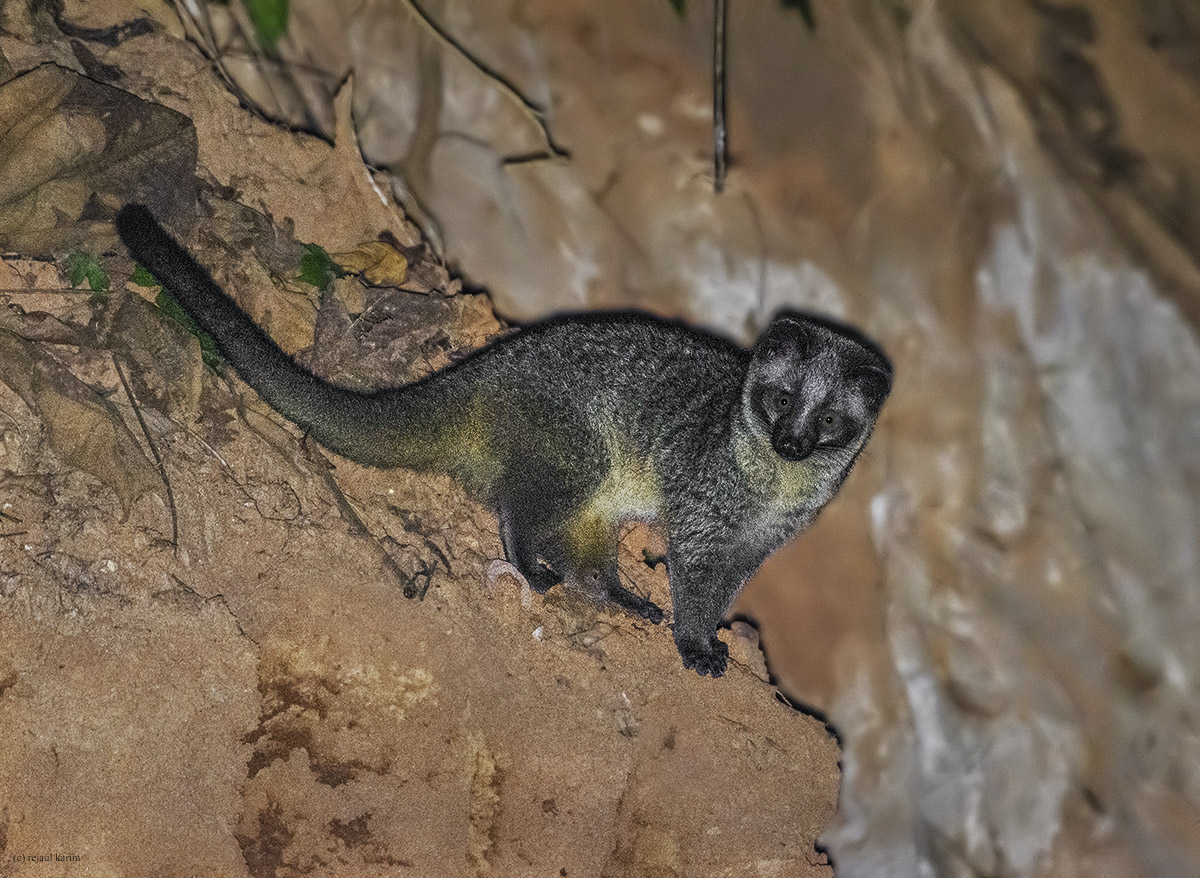
Álcás pálmasodró (Paguma larvata)

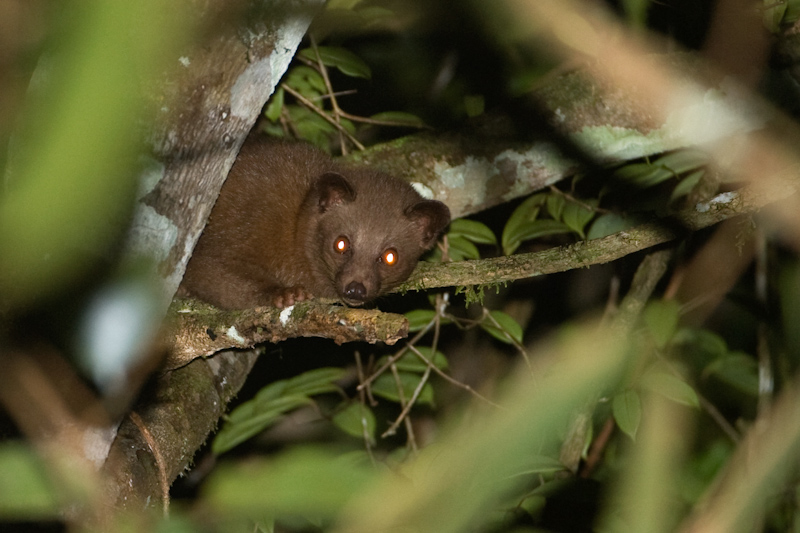
Ceyloni pálmasodró (Paradoxurus zeylonensis)

Az alcsaládba az alábbi 5 nem és 7 faj tartozik:
- Arctictis – 1 faj
  - Binturong (Arctictis binturong)

- Arctogalidia – 1 faj
  - Háromcsíkos vagy kisfogú pálmasodró (Arctogalidia trivirgata)

- Paguma – 1 faj
  - Álcás pálmasodró (Paguma larvata)

- Paradoxurus valódi pálmasodrók – 3 faj
  - Közönséges pálmasodró vagy maláji pálmasodró (Paradoxurus hermaphroditus)
  - Jerdon-pálmasodró (Paradoxurus jerdoni)
  - Ceyloni pálmasodró (Paradoxurus zeylonensis)

Korábban a Paradoxurus aureus-t, a P. montanus-t és a P. stenocephalus-t külön fajnak tekintették, a DNS-vizsgálatokból azonban kiderült, hogy azonosak a ceyloni pálmasodróval. 
A Mentawai-szigeteki pálmasodrót korábban szintén külön fajnak (P. lignicolor) tekintették, ma a közönséges pálmasodró alfajának (Paradoxurus hermaphroditus lignicolor) számít. 

## Külső hivatkozások
- Brehm: Az állatok világa
- Subfamily Paradoxurinae
- 2006. évi XVI. törvény
- "How many species of Paradoxurus civets are there? New insights from India and Sri Lanka"